# Lancer du marteau masculin aux championnats du monde d'athlétisme 1997
Navigation
Göteborg 1995 Séville 1999
L'épreuve du lancer du marteau masculin des championnats du monde d'athlétisme 1997 s'est déroulée les 2 et 3 août 1997 au Stade olympique d'Athènes, en Grèce. Elle est remportée par l'Allemand Heinz Weis.

## Résultats

### Finale
| Rang               | Athlète           | Pays        | Essais | Essais | Essais | Essais | Essais | Essais | Marque  | Notes |
| Rang               | Athlète           | Pays        | 1      | 2      | 3      | 4      | 5      | 6      | Marque  | Notes |
| ------------------ | ----------------- | ----------- | ------ | ------ | ------ | ------ | ------ | ------ | ------- | ----- |
| Médaille d'or      | Heinz Weis        | Allemagne   | X      | 77.54  | 80.24  | 80.52  | 81.14  | 81.78  | 81.78 m |       |
| Médaille d'argent  | Andrey Skvaruk    | Ukraine     | 76.88  | 76.94  | X      | 78.04  | X      | 81.46  | 81.46 m | SB    |
| Médaille de bronze | Vasiliy Sidorenko | Russie      | 78.26  | 79.10  | 79.80  | 80.38  | 80.76  | 78.32  | 80.76 m | SB    |
| 4                  | Balázs Kiss       | Hongrie     | 77.86  | 78.32  | X      | 79.32  | 79.96  | 79.28  | 79.96 m |       |
| 5                  | Igor Astapkovich  | Biélorussie | X      | X      | 78.12  | 79.70  | 77.94  | 78.72  | 79.70 m |       |
| 6                  | Ilya Konovalov    | Russie      | 75.18  | 76.60  | 76.46  | 77.36  | 78.12  | 78.68  | 78.68 m |       |
| 7                  | Vadim Khersontsev | Russie      | 76.24  | 77.42  | 77.00  | X      | X      | X      | 77.42 m |       |
| 8                  | Oleksandr Krykun  | Ukraine     | 75.02  | 76.44  | 75.26  | 76.62  | 77.14  | 76.76  | 77.14 m |       |
| 9                  | Karsten Kobs      | Allemagne   | 76.12  | 74.94  | X      |        |        |        | 76.12 m |       |
| 10                 | Koji Murofushi    | Japon       | 74.82  | 74.50  | X      |        |        |        | 74.82 m |       |
| 11                 | Raphaël Piolanti  | France      | 74.08  | 73.26  | 73.44  |        |        |        | 74.08 m |       |
| —                  | Ivan Tikhon       | Biélorussie | X      | X      | X      |        |        |        | NM      |       |

## Légende
Records et Performances
- AR : Record continental (area record)
- CR : Record des championnats (championship record)
- MR : Record du meeting (meet record)
- NR : Record national (national record)
- OR : Record olympique (olympic record)
- PR : Record paralympique (paralympic record)
- PB : Record personnel (personal best)
- SB : Meilleure performance personnelle de la saison (season's best)
- WL : Meilleure performance mondiale de l'année (world leader)
- WJR : Record du monde junior (world junior record)
- WR : Record du monde (world record)

Circonstances et Conditions
- DNF : N'a pas terminé (did not finish)
- DNS : N'a pas pris le départ (did not start)
- DQ : Disqualification (disqualification)
- NM : Aucun essai valable enregistré (No Mark)
- Q : Qualifié « directement » au prochain tour (ou à la prochaine compétition), lors d'une compétition majeure, grâce au classement ou à la réalisation des minima (automatic qualifier)
- q : Qualifié au prochain tour (ou à la prochaine compétition), lors d'une compétition majeure, grâce au repêchage ou à la réalisation de l'une des meilleures performances parmi celles des « non qualifiés directement » (grâce au meilleur temps ou à la meilleure distance par exemple) (secondary qualifier)